# Ludwig Knaus
Ludwig Knaus (født 5. oktober 1829 i Wiesbaden, død 7. december 1910 i Berlin) var en tysk genre- og folkelivsmaler.
Knaus kom 1845 på Düsseldorf-akademiet, fik en god lærer i Sohn, medens Schadow stillede sig ganske afvisende over for hans naturalistiske tilbøjeligheder; på egen hånd studerede han da bønderliv i Willinghausen og i Schwarzwald, og de gamle hollændere, særlig Ostade og Brouwer, var ham udmærkede læremestre i syn og kolorit. Da han i Düsseldorf udstillede Bondedans (1850) og Falske spillere (1851), så den undrende samtid i ham et formeligt naturgeni, med fuldt udviklet teknik (det var dog gammel hollandsk kunst omsat til moderne) og med en forbavsende karakteriseringsevne både til alvor og skæmt. Han forfulgte sejren med en række underholdende og humorfyldte skildringer af rhinsk bondeliv.
1852—60 var han (med afbrydelse af en rejse til Italien) i Paris, tilegnede sig der med største smidighed moderne teknik, fik sit Promenaden (1855) solgt til Luxembourggalleriet og skabte her og kort efter nogle af sine i kolorit og menneskeskildring lødigste værker: Guldbryllup (1858), Dåben etc. Efter et Berlin-ophold 1861—68, en professoratstid i Düsseldorf, vendte han 1874 tilbage til Berlin, hvor han til 1883 ledede et af Akademiets mesterateliers. Han havde stadig fortsat sine landsbyhistorier: »Begravelsen« (1871) og særlig indtaget publikum med sine fornøjelige og nydelige børneskildringer: Wie die Alten sungen, Børnefesten (1869, Berlins Nationalgalleri) og mange flere.
Nu kommer bytyperne frem (1876 malede han det kønne Hellig familie med pudsige englebørn); han malede et så træfsikkert billede som Salomonisk visdom (1878, den gamle marskandiser jøde og den lærvillige sønnesøn) etc, men hans kunst blev efterhånden ret konventionel, ofte brunsaucet i farver, humoren og anekdotepointen — der bidrog til hans billeders mægtige popularitet — for groft understregende, bondeskikkelserne og de øvrige figurer for stereotype. Fra Berlintiden skriver sig en del gode portrætter (også disse gerne i mindre kabinetsformat): Helmholtz, Mommsen, geheimeråd Ravené (1881) i Berlins Nationalgalleri. Hans talrige værker, der atter og atter er gengivne i stik og fotografi, ses overalt i de tyske offentlige samlinger, også i udlandet.